# 新伊森堡
新伊森堡（德語：Neu-Isenburg，發音：[nɔʏˈʔiːzn̩bʊʁk] ⓘ）是德国黑森州达姆施塔特行政区奥芬巴赫县的城市，面积24.29平方千米，2023年12月31日人口为39,420人。

## 国际关系

### 姊妹城市
- 法國 昂德雷济约-布泰翁
- 奥地利 巴特弗斯勞
- 義大利 丘西
- 英格兰 达科勒姆（英语：Dacorum）
- 法國 沃什
- 德国 魏达

### 友好城市
- 美国 亞歷山德里亞
- 羅馬尼亞 锡吉什瓦拉